# Crioprosopus gaumeri
Crioprosopus gaumeri är en skalbaggsart som beskrevs av Bates 1892. Crioprosopus gaumeri ingår i släktet Crioprosopus och familjen långhorningar. Inga underarter finns listade i Catalogue of Life.